# Willem Cornelisz. van Duyvenbode

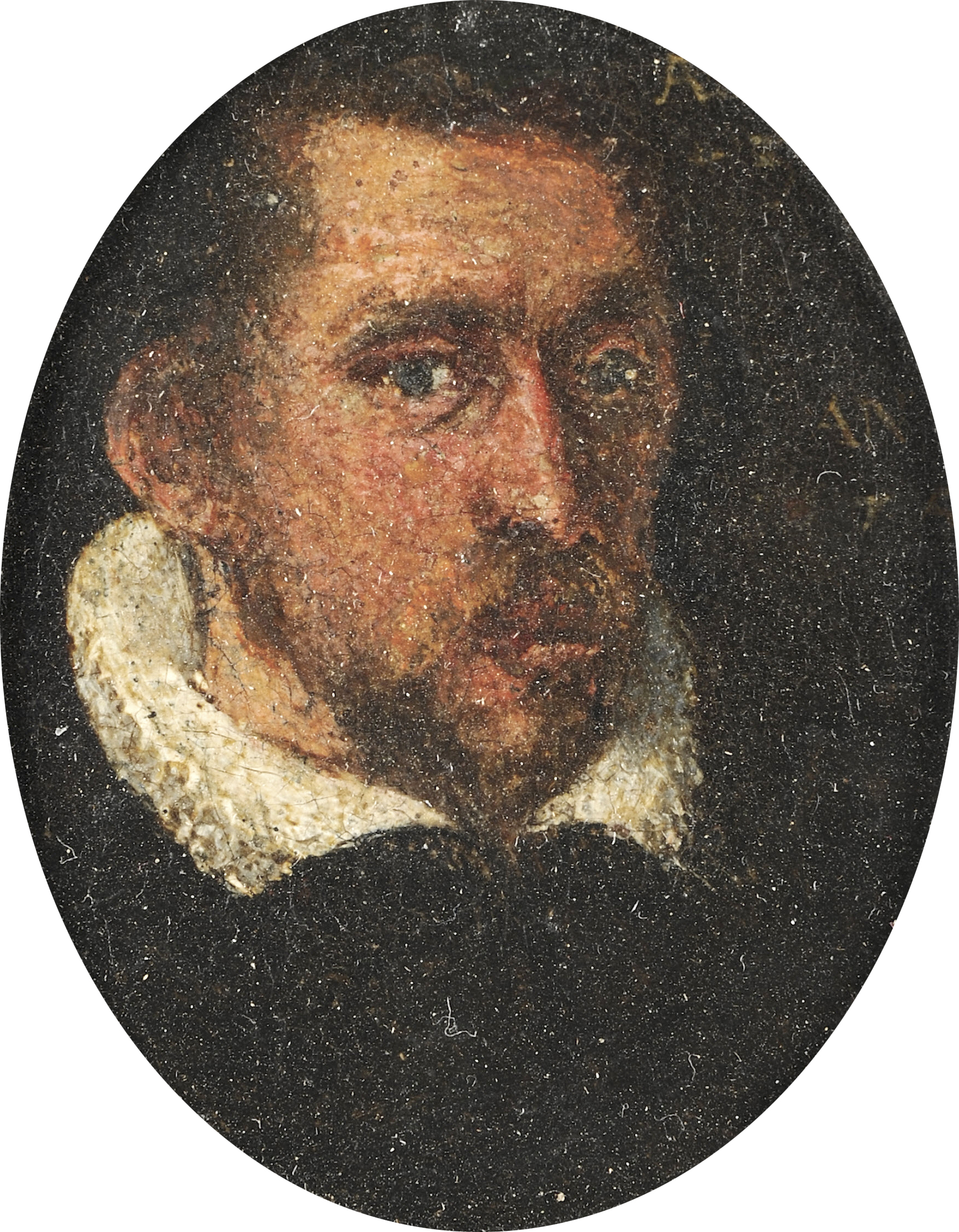
Willem Cornelisz (Speelman) genaamd Duivenbode, 1575 (Museum De Lakenhal)

Willem Cornelisz. van Duyvenbode (Leiden, 1542 – aldaar, 8 november 1616) was een Nederlands organist en luitspeler, voornamelijk bekend vanwege zijn rol bij Leidens ontzet.
Willem Cornelisz. was organist en luitspeler in de Pieterskerk en werd vanwege zijn beroep bijgenaamd Speelman. Hij werd echter vooral bekend door zijn rol bij het ontzet van de stad Leiden in 1574. Hierdoor verwierf hij in 1578 het recht zich van Duyvenbode te noemen, alsmede om een wapen te voeren, bestaande uit de twee kruiselings liggende rode sleutels van de stad Leiden, met in elk van de vier kwadranten een blauwe duif.

## Rol bij Leidens ontzet
De stad Leiden werd door de Spanjaarden bezet in 1574. Door de omsingeling van de stad was communicatie via de normale wegen niet mogelijk. Willem Cornelisz. bood daarom het stadsbestuur zijn duiven aan, zodat het stadsbestuur een briefwisseling kon blijven voeren met prins Willem van Oranje in Delft. Als men weet dat door de bezetting de honger in de stad zo groot was dat zelfs de honden, katten en ratten werden opgegeten dan begrijpt men dat het aanbieden van de duiven een opoffering was.
Op 28 september 1574 ontving men de eerste brief, verzonden door geuzenleider Lodewijk van Boisot. De volgende dag ontving men wederom een brief. Uiteindelijk werd Leiden ontzet doordat de dijken rondom de stad door de Watergeuzen werden doorgebroken. De Spanjaarden namen de vlucht voor het wassende water en de stad was gered. Op zondag 3 oktober 1574 kwamen de Watergeuzen met haring en wittebrood de stad binnen. Zonder de briefwisseling zou men in de stad niet geweten hebben dat de redding nabij was en zou men zich wellicht hebben overgegeven.

## Toekenning familienaam en familiewapen

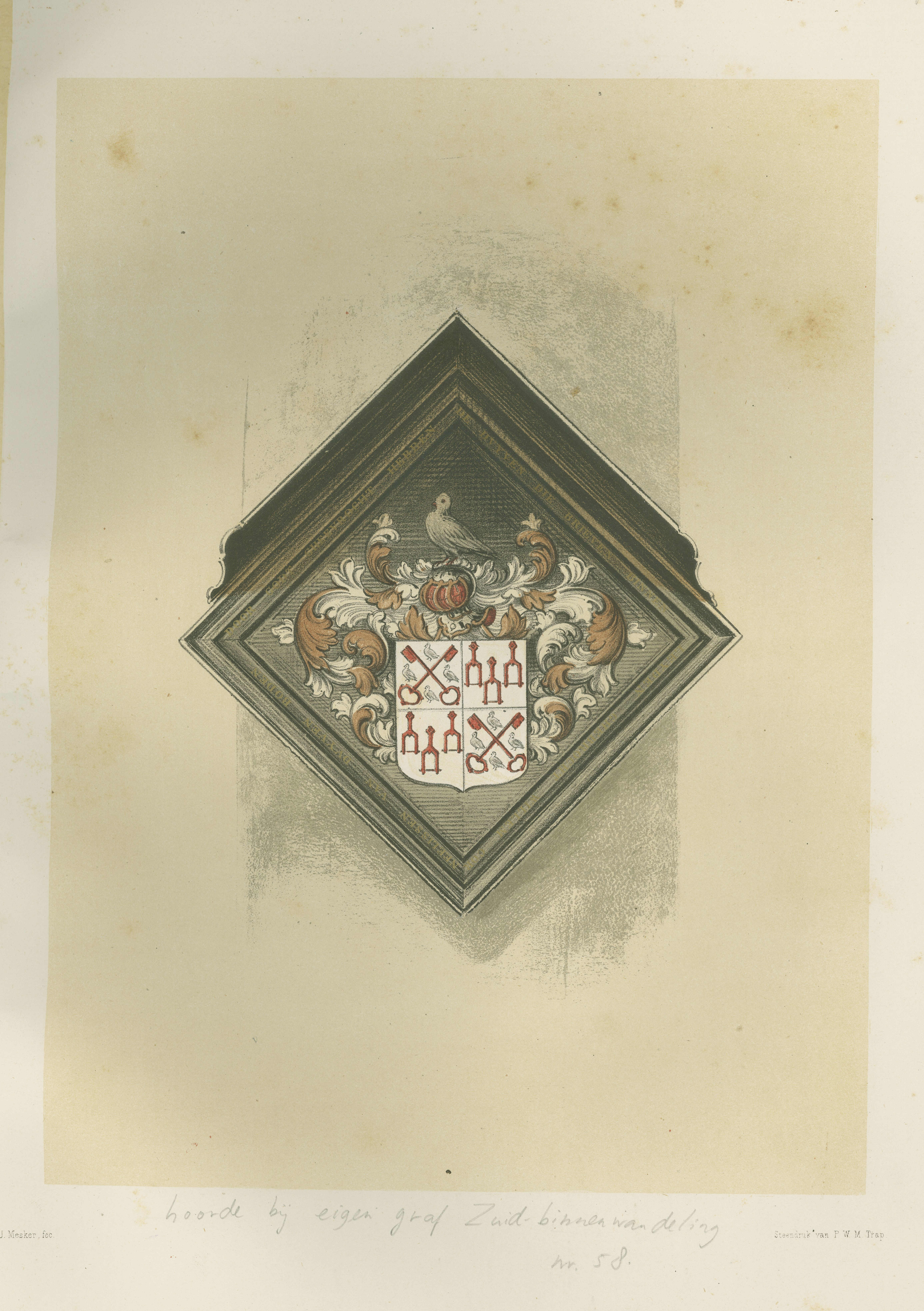
Het wapen van Van Duyvenbode, zoals dat in de Pieterskerk in Leiden hangt

De duiven van Willem Cornelisz. waren dus van groot belang voor Leidens ontzet. Dit werd onderkend door Jan van Hout. Deze Van Hout heeft uiteindelijk op 3 oktober 1578, vier jaar na Leidens ontzet, namens de stad Leiden de oorkonde ondertekend waarbij aan Willem Cornelisz. het recht werd toegekend om zich 'Van Duyvenbode' te noemen. Bovendien werd hem (als eerste burger in de Nederlanden) het recht toegekend om een familiewapen te voeren. Dit wapen bestaat uit de twee rode (kruislings liggende) Leidse sleutels met in elk van de vier kwadranten een blauw duifje. Het wapen heeft de vorm van een diagonaal vierkant en niet, zoals gebruikelijk, een ovaal. Dit is omdat hij niet van adel was.

## Wat thans nog herinnert aan Willem Cornelisz.
De brieven die door de duiven zijn verzonden zijn nog te zien in het Leidse museum De Lakenhal. De Lakenhal beschikt ook over een klein portretje van de eerste Van Duijvenbode. De duiven zijn na hun sterven opgezet en hebben nog lange tijd de Leidse burgemeesterskamer gesierd. Helaas zijn ze in de loop der tijd door ouderdom vergaan.
Ook het wapenschild van de Van Duijvenbodes hangt in De Lakenhal. Sinds juli 1998 hangt van dit schild een replica op zijn oorspronkelijke plaats in de Leidse  Pieterskerk. Het originele bord werd in de Pieterskerk opgehangen bij de begrafenis van Willem Cornelisz. op 10 november 1616. Verder is het wapen te bewonderen op de voorgevel van het woonhuis van Willem Cornelisz. aan het Rapenburg 94 te Leiden.
Leiden eert zijn held nog in de Duivenbodestraat, een zijstraat van de 3 Octoberstraat.
Nog heden ten dage zijn er mensen met de achternaam Van Duyvenbode, Van Duijvenbode, Van Duivenbode of spellingvarianten daarop. De meesten van hen wonen in en rond het Zuid-Hollandse Katwijk.